# Xanthoparmelia karolinensis
Xanthoparmelia karolinensis är en lavart som beskrevs av Elix. Xanthoparmelia karolinensis ingår i släktet Xanthoparmelia och familjen Parmeliaceae.   Inga underarter finns listade i Catalogue of Life.